# Полетика, Александр Михайлович
Алекса́ндр Миха́йлович Поле́тика (1800 — 18 мая 1858) — полковник Кавалергардского полка, действительный статский советник, камергер.

## Биография
Александр Михайлович Полетика родился в семье крупного помещика Михаила Ивановича Полетики (1768 — 5 декабря 1824) и его жены Елизаветы Михайловны, урождённой Мордвиновой (1776—1802).
Крещен 9 янв. 1801 г. в Придворном Соборе в Петербурге; восприемники: Государь Император и Государыня Императрица.
В два года Александр потерял мать, она умерла при рождении второго сына — Михаила, в будущем управляющего государственным имуществом в Тамбовской губернии.
Михаил Иванович Полетика был известным секретарём императрицы Марии Фёдоровны, при которой служил в 1798—1807 годах. Начав с чина коллежского советника, он вышел в отставку действительным статским советником. После его отставки семья поселилась в собственном доме в Смоленске. Он владел имениями в Смоленской и Тамбовской губерниях. В связи с довольно высоким положением Михаил Ивановича при дворе его первенец — Александр — был крещён в придворном соборе, восприемниками были государь с государыней (Павел I и Мария Фёдоровна).
Александр Михайлович начал службу с 20 ноября 1819 года юнкером в Кавалергардском полку — с этого момента его карьера шла вверх, вначале довольно стремительно, а затем (из-за мягкости характера, отсутствия расторопности и энергии его даже звали «божьей коровкой») несколько более медленными темпами:
- с марта 1820 года — эстандарт-юнкер,
- с апреля того же года — корнет,
- с 1823 года — поручик,
- с 28 января 1828 года — штабс-ротмистр,
- с 1832 года — ротмистр,
- с 27 июля 1834 года — командир 5-го эскадрона,
- 1 января 1835 года получил орден Св. Анны 3-й степени,
- с 15 октября 1836 года — полковник.

Был другом Пушкина, также не раз упоминавшего его имя в своей переписке.
11 февраля 1845 года вышел в отставку в чине генерал-майора.
11 февр. 1845 года — пожалован в звание камергера Двора Его Величества
С 1845 года — камергер, с марта 1845 года причислен к Почтовому департаменту. В том же году — статский советник, с 22 мая 1846 года — действительный статский советник.
13 янв. 1848 г. — чиновник особых поручений при Главноуправляющем над Почтовым Департаментом
В 1854 г.; был в походе 1831 года; за взятие приступом г. Варшавы получил орд. св. Владимира 4-й степ. (30 окт. 1831 г.)
Александру Михайловичу Полетике принадлежали имения в Тамбовской губернии.

По утверждению Смирновой-Россет, он — 
Человек очень хорошего рода, да ещё с прекрасным состоянием.
К концу жизни Александр Михайлович вместе с женой почти растратил своё состояние, по описи 1854 года за ним числилось всего 400 душ в с. Столовом и в с.Большая Талинка.
Умер Александр Михайлович Полетика в 1858 году, похоронен в тамбовском Казанском монастыре.

## Семья
- Первым браком был женат с 1823 года на Надежде Николаевне Масловой (1804—1874), однако брак продлился недолго и был расторгнут при загадочных обстоятельствах на основании недействительности. Не позднее 1830-31 года Надежда Николаевна вышла замуж за Павла Петровича Ланского, брата П. П. Ланского. Несмотря на развод, бывшая супруга сохраняла с А. М. Полетикой самые дружеские отношения до конца дней: он был почти домашним человеком в её новом доме.
- Вторым браком женился в 1829 году на знаменитой светской львице, Идалии-Марии Григорьевне Обертей (1807—1889). В этом браке родились дети:

1. Юлия Александровна Полетика (08.06.1830 — 19.01.1833)
2. Елизавета Александровна Полетика (1832—1854)
3. Александра Александровна Полетика (14.10.1835 — 20.03.1838)